# Ceroplastes agrestis
Ceroplastes agrestis är en insektsart som beskrevs av Hempel 1932. Ceroplastes agrestis ingår i släktet Ceroplastes och familjen skålsköldlöss. Inga underarter finns listade i Catalogue of Life.